# Irv Gotti

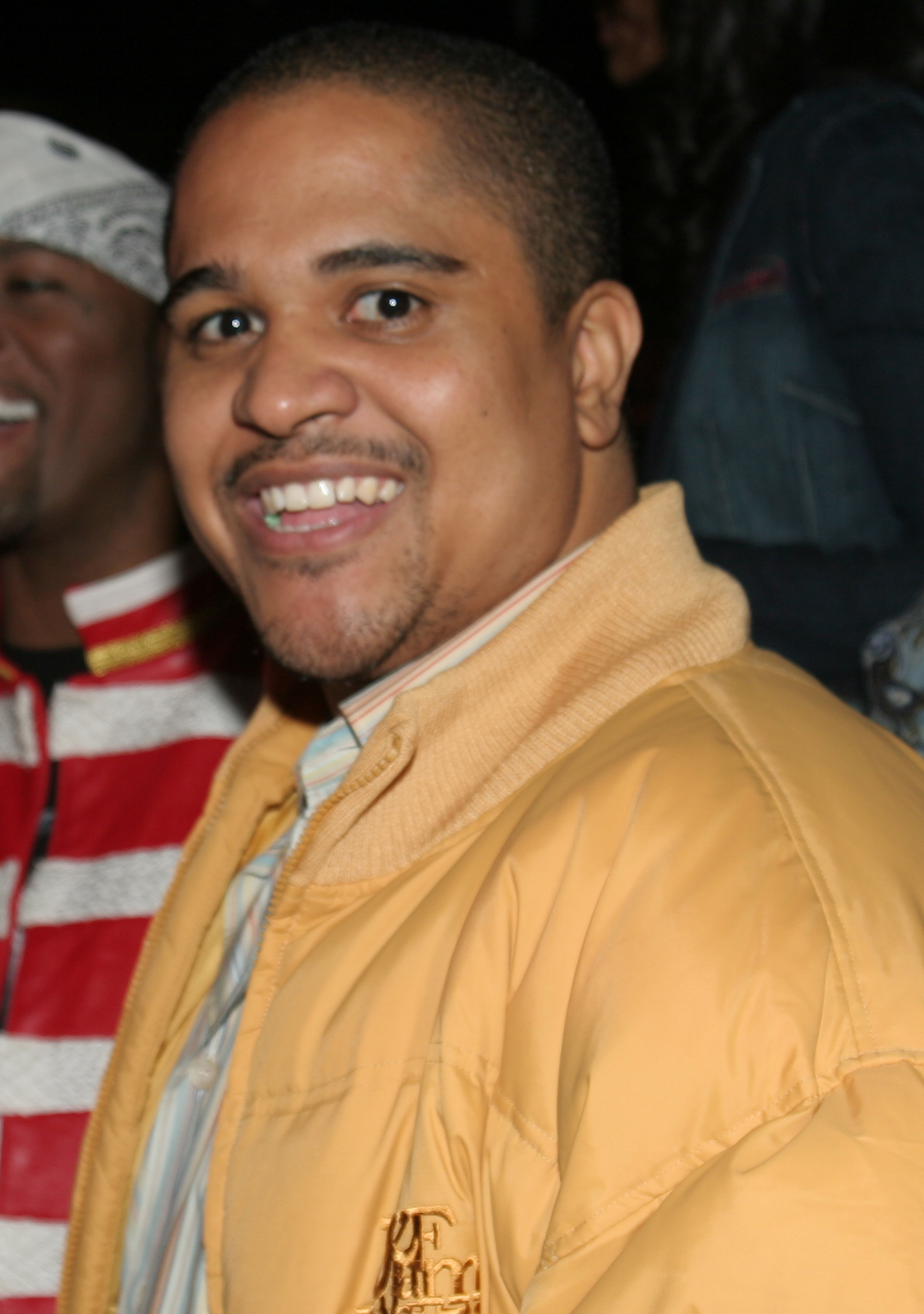
Irv Gotti (2005)

Irv Gotti (* 26. Juni 1970 als Irving Lorenzo in New York City; † 5. Februar 2025 ebenda) war ein US-amerikanischer Hip-Hop-Produzent und Chef des Labels The Inc.

## Karriere
Gottis Karriere begann 1995, als er für den New Yorker MC Mic Geronimo das Album The Natural produzierte. Durch Produktionen einiger Stücke auf Jay-Zs Album Reasonable Doubt (1996), dem DMX-Album It’s Dark and Hell Is Hot aus dem Jahre 1998 und dem Ja-Rule-Debütalbum Venni Vetti Vicci 1999 erlangte er Ansehen in der Szene.
Im Jahre 2000 ließ ihn das Label Def Jam das Sublabel Murder Inc. gründen, auf dem er fortan eigene Künstler produzierte. Er nahm die damals noch unbekannte Ashanti Douglas unter Vertrag und produzierte ihr Debütalbum Ashanti, mit dem er den endgültigen Durchbruch als Hit-Produzent schaffte. 2003 wurde das Label in The Inc. umbenannt.
2004 wurde Gotti verhaftet und beschuldigt, sein Label zur Geldwäsche für den New Yorker Drogenhändler Kenneth ‚Supreme‘ McGriff zu nutzen. Anfang 2005 wurden er und sein Bruder Chris gegen Zahlung einer Kaution in Höhe von einer Million US-Dollar aus der Haft entlassen. Im Dezember 2005 wurden sie freigesprochen.
In seinen letzten Lebensjahren erlitt Gotti mehrere Schlaganfälle und hatte Komplikationen mit einer Diabetes-Erkrankung. Er starb im Februar 2025 im Alter von 54 Jahren. Er hinterlässt drei Kinder.

## Produktionen (Auszug)
- 1996: Jay-Z – Can’t Knock the Hustle
- 1998: Jay-Z – Can I Get a…
- 1999: Ja Rule – Holla Holla
- 1999: Foxy Brown – Hot Spot
- 2001: Jennifer Lopez feat. Ja Rule – I’m Real
- 2001: Fat Joe feat. Ashanti – What’s Luv
- 2002: Eve feat. Alicia Keys – Gangsta Lovin’
- 2002: Ja Rule feat. Ashanti – Always on Time
- 2002: Ashanti – Foolish
- 2002: Ashanti – Happy